# 高贵凤仙花
高贵凤仙花（学名：Impatiens nobilis）为凤仙花科凤仙花属下的一个种。

## 扩展阅读
- 維基物種上的相關：高贵凤仙花